# Mitella caulescens
Espèce
Synonymes
- Mitella caulescens[1]
- Mitellastra caulescens (Nutt.) Howell[2]
- Mitellastra caulescens (Nutt.) T.J. Howell[3]
- Mitellastra caulescens Mitella caulescens Nutt., 1840 (préféré par NCBI)[1]

Mitella caulescens  est une espèce de plantes herbacées vivaces à fleurs de la famille des Saxifragaceae originaire de l'Ouest de l'Amérique du Nord.